# Miroslav di Croazia
Miroslav (... – 949) è stato re di Croazia dal 945 al 949 e membro della famiglia dei Trpimirović.
Era il figlio maggiore di Krešimir I e gli succedette al trono croato nel 945. Durante il suo governo la Croazia fu sconvolta da una guerra civile fomentata dai sostenitori di suo fratello Mihajlo che ritenevano costui il legittimo erede al trono.
La flotta navale croata fu ridotta a sole 30 unità navali. I soldati e la cavalleria di Miroslav subirono inoltre pesanti perdite fino a quando il re non fu ucciso dal ban Pribin nel 949 e il trono fu preso dal fratello di Miroslav Mihajlo.